# Franjo Kušević
Franjo Kušević (1700. – 1773.) je bio glavni kraljevski blagajnik u Kraljevini Hrvatskoj.
Djed je poznatog protonotara Kraljevine Hrvatske, Dalmacije i Slavonije i prethodnika hrvatskog preporoda Josipa Kuševića.
Zaslužan je za sakupljanje vrijedne zbirke izdanja austrijskog tiskara Johanna Thomasa von Trattnera.

## Vanjske poveznice
- Hrvatski državni arhiv  Arhivirana inačica izvorne stranice od 19. listopada 2008. (Wayback Machine) Ban i protonotar